# Heinz Bontscheck
Heinrich (Heinz) Bontscheck (Bielsk, 15 november 1912 - Melbourne, 6 mei 1952) was een Duitse kleermaker. Hij geniet vooral bekendheid vanwege zijn rol als kapo in concentratiekamp Auschwitz, waar hij wegens zijn Joodse achtergrond terecht kwam.

## Levensloop

### Vroege jaren
Heinz Bontscheck werd geboren als de tweede zoon van Motel en Ethel Bontscheck in Bielsk, destijds deel van het Keizerrijk Rusland. Tijdens de Eerste Wereldoorlog raakte Motel Bontscheck, die diende in Keizerlijk Russisch Leger, in Duitse krijgsgevangenschap. Hij kreeg van de Duitse autoriteiten na verloop van tijd toestemming om buiten het kamp te werken. Daardoor verkreeg hij zijn vrijheid en vond een baan in Kassel. Zijn vrouw Ethel en twee kinderen emigreerden naar Duitsland toen de oorlog voorbij was. In Kassel werden nog vier kinderen geboren. De emigratie naar Duitsland betekende wel dat het gezin stateloos was.
Bontscheck volgde een opleiding tot kleermaker. In januari 1933 maakte Bontscheck, die van Joodse afkomst was, hardhandig kennis met het nieuwe regime. Een aantal nazi's haalden hem thuis op. Zij verdachten Bontscheck van omgang met een christelijk meisje. Zij lieten hem pas gaan, na zware mishandelingen, toen Bontscheck hen er van wist te overtuigen dat het om een Joods meisje ging. Na die traumatische ervaring week Bontscheck uit naar Hannover. Zeven maanden later keerde hij terug naar Kassel, maar het leven was voor hem daar ondraaglijk geworden. Bontscheck vluchtte daarom in december 1935 naar Nederland.

### Emigratie naar Nederland
In de vijf jaar daarna leefde Bontscheck illegaal in Nederland. Hij zat enige tijd gevangenen en week tijdelijk uit naar Frankrijk. In 1939 emigreerden zijn ouders vanuit Duitsland naar Australië, waar Heinz' jongere broer Scholem al woonde. Heinz deed pogingen om ook een visum voor Australië te krijgen, maar de uitbraak van de Tweede Wereldoorlog verstoorde de toch al traag verlopende visumaanvraag.
Op het moment dat de Duitsers Nederland binnenvielen hield Bontscheck zich illegaal op in Amsterdam. In juni 1940 achterhaalde de politie zijn verblijfplaats en arresteerde Bontscheck. Bontscheck zat eerst een aantal weken vast in de Rijksinstelling in Hoorn, voordat hij naar Kamp Westerbork overgebracht werd. In Westerbork trouwde hij in maart 1941 met de eveneens Joodse Beppie de Groot, die hij in de jaren daarvoor in Amsterdam had leren kennen. Beppie bleef bij haar ouders in Amsterdam wonen.

### Kapo in Auschwitz
In juli 1942 begonnen de transporten vanuit Westerbork naar het Oosten. Bontscheck maakte deel uit van het eerste transport dat vertrok, op 15 juli 1942 richting Auschwitz. In Auschwitz slaagde hij er in een baantje als Stubendienstleiter te krijgen en later als Blockälteste. In die rol was hij (mede)verantwoordelijk voor het bewaken van de orde in zijn barak. Hij werkte onder andere in de kleermakerij. In november 1943 kwam Bontscheck zijn vrouw Beppie tegen die in de onderduik was gepakt, maar kon niet verhinderen dat zij stierf in de gaskamer. Begin 1944 werd hij benoemd tot onderkapo. Volgens naoorlogse verklaringen schuwde Bontscheck het gebruik van geweld niet. Zo gaf hij stokslagen en onthield gevangenen voedsel. Tegelijkertijd zijn er ook verklaringen waaruit bleek dat hij compassie toonde met medegevangenen. Zo zette hij een vriend op transport naar het concentratiekamp Stutthof nadat deze in het vizier was gekomen van een SS-vrouw, over wie het gerucht ging dat zij lampenkappen maakte van de huid van gevangenen.
Bontscheck vertrok in oktober 1944 vanwege de nadering van de Russen naar Sachsenhausen. Na een maand volgde transport naar het kamp Ohrdruf. Ook daar slaagde hij er weer in Blockälteste te worden, wat zijn overlevingskansen vergrootte. In april 1945 bevond Bontscheck zich in Buchenwald, op het moment dat de geallieerden het kamp bevrijdde.

### Naoorlogse jaren
Na de oorlog emigreerde Bontscheck naar Australië, waar hereniging volgde met zijn familie. In Australië werd hij herkend door meerdere voormalige Auschwitz-gevangenen die bij lokale autoriteiten aangifte deden vanwege Bontschecks gewelddadige optreden tijdens de oorlog. Tot vervolging kwam het echter niet, hoewel er in de Australische media veel aandacht was voor Bontscheck. In mei 1952 overleed hij aan de gevolgen van kanker.